# Wentworth-Nord (ancienne circonscription fédérale)
Pour les articles homonymes, voir Wentworth.
Ne pas confondre avec Wentworth-Nord, ville du Québec dans les Laurentides.
Circonscription électorale fédérale du Canada
Wentworth-Nord ((en) Wentworth North) est une circonscription électorale fédérale de l'Ontario, représentée de 1867 à 1896.
C'est l'Acte de l'Amérique du Nord britannique de 1867 qui créa le district électoral de Wentworth-Nord. Abolie en 1892, elle fut fusionnée à Wentworth-Nord et Brant.

## Géographie
En 1892, la circonscription de Wentworth-Sud comprenait:
- Les cantons de Beverley, Flamborough-Est et Flamborough-Ouest
- La ville de Dundas (aujourd'hui fusionnée à Hamilton

## Députés
| Législature                         | Années    | Député      | Député         | Parti   |
| ----------------------------------- | --------- | ----------- | -------------- | ------- |
| Wentworth-Nord                      |           |             |                |         |
| 1re                                 | 1867–1872 |             | James McMonies | Libéral |
| 2e                                  | 1872–1874 | Thomas Bain |                | Libéral |
| 3e                                  | 1874–1878 | Thomas Bain |                | Libéral |
| 4e                                  | 1878–1882 | Thomas Bain |                | Libéral |
| 5e                                  | 1882–1887 | Thomas Bain |                | Libéral |
| 6e                                  | 1887–1891 | Thomas Bain |                | Libéral |
| 7e                                  | 1891–1896 | Thomas Bain |                | Libéral |
| Fusionnée à Wentworth-Nord et Brant |           |             |                |         |